# 베를린 빌헬름스루역
베를린 빌헬름스루역(Bahnhof Berlin-Wilhelmsruh)은 베를린 라이니켄도르프구 라이니켄도르프와 팡코구 빌헬름스루의 경계에 인접해 있는 철도역이다. 베를린 북부선을 운행하는 S반 열차만 정차한다. 이전 이름은 라이니켄도르프 (로젠탈러 슈트라세)(Reinickendorf (Rosenthaler Straße)) 및 라이니켄도르프로젠탈(Reinickendorf-Rosenthal)역이었다.
니더바르님 철도의 전신인 라이니켄도르프-리벤발데-그로스 쇠네베크 철도에서 건설한 하이데크라우트선의 종착역 빌헬름스루역은 북부선 역 북동쪽에 있었으며, 1901년 5월 21일에 영업을 시작했고 빌헬름스루 내에 있었다. 하이데크라우트선의 역은 베를린 장벽 건설 당시에 폐역되었고 2020년대에 복원 작업이 진행 중이다.

## 북부선

### 건설 초기
1877년 7월 10일 로젠탈역으로 개통했다. 운행 초기에는 게준트브루넨-오라니엔부르크 구간 열차가 요청 시에만 정차하는 철도역이었다. 근교선 교통량이 증가하면서 당시 단선이었던 베를린 북부선은 병목으로 작용했다. 1887년부터 1888년 사이에 베를린 왕립철도국은 이 역 일대에 베를린 북부선의 교행역을 설치할 계획이 있었다. 1891년 6월 1일부터 게준트브루넨-오라니엔부르크 구간 북부선이 복선화되었고, 이 시기에 라이니켄도르프 (로젠탈러 슈트라세)역으로 개칭되었다. 1883년 당시에는 이 역의 명칭으로 라이니켄도르프로젠탈러슈트라세(Reinickendorf-Rosenthalerstraße) 및 슈트라세 나흐 로젠탈(Straße nach Rosenthal) 등이 있었다. 1883년에 발간된 베를린 왕립철도국 관보에서는 북부선 역으로 (베를린 북역 기점) 4.70 km 팡코, 5.90 km 쇤홀츠, 7.40 km 라이니켄도르프, 10.25 km 달도르프역을 언급했으나 쇤홀츠와 라이니켄도르프역은 바뀌었을 가능성이 있다. 1877년 7월 10일 발행된 베를린 북부선 시간표에서는 프린첸알레, 라이니켄도르프, 로젠탈, 달도르프역 순서대로 역이 나열되었다.
1891년 10월 1일부터 정규 정차역으로 격상되었다. 1893년 3월 18일에 라이니켄도르프로젠탈(Reinickendorf-Rosenthal)역으로 개칭되었다. 1899년 4월 30일에는 역 앞을 지나는 슈트라세 나흐 로젠탈(Straße nach Rosenthal)이 코펜하게너 슈트라세(Kopenhagener Straße)로 개칭되었다.

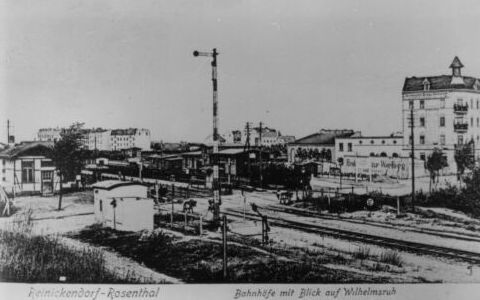
1903년 빌헬름스루역

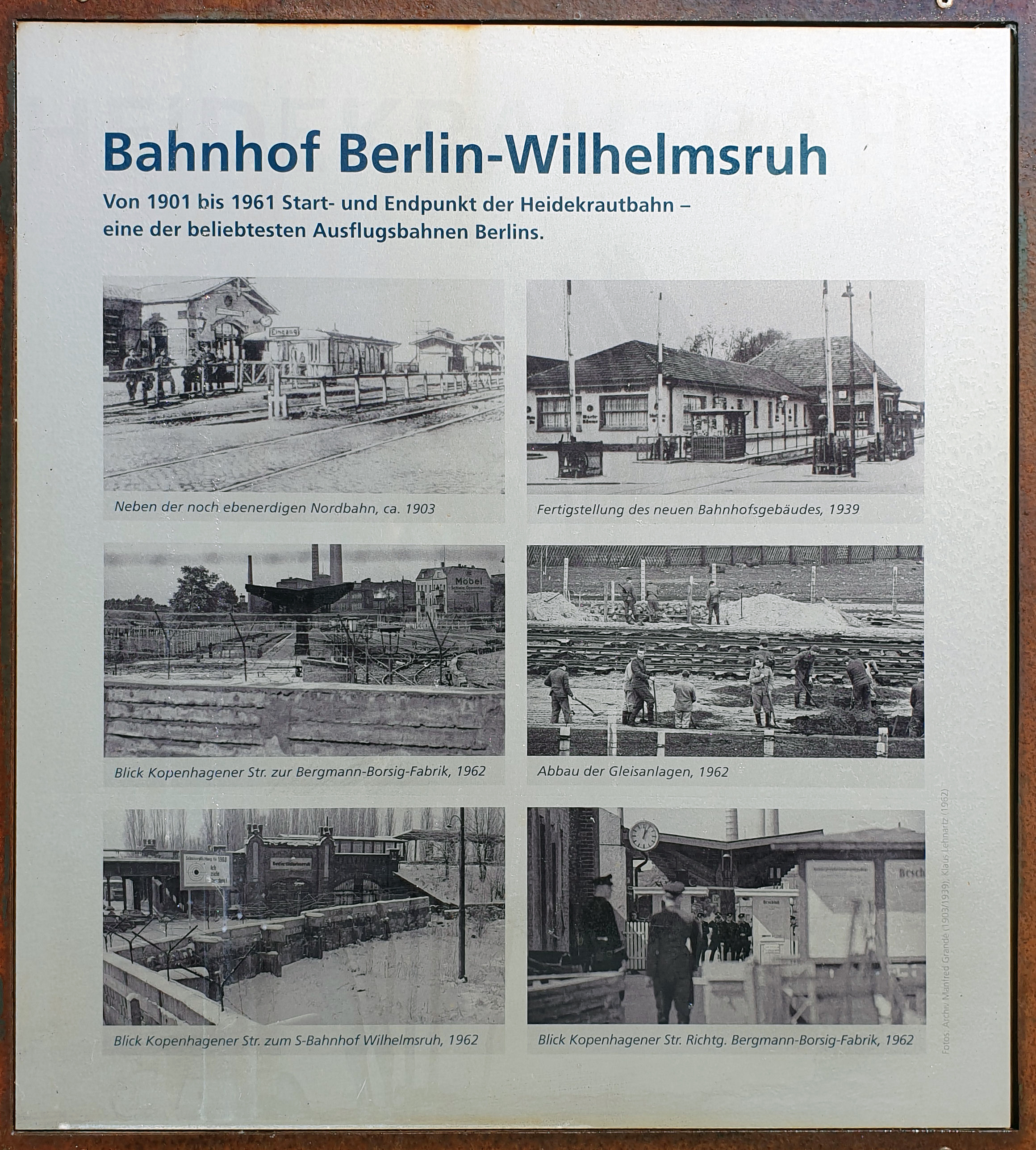
빌헬름스루역 기념패

북부선 근교 여행객 수는 계속 증가했으며, 1907년 기준 연간 705만 명이 이용했다. 이로 인하여 북부선의 장거리선과 근교선이 분리되어 복복선화되었고, 선로가 제방 위로 이설되어 철도 건널목이 폐지되었다. 라이니켄도르프로젠탈-비테나우 구간 공사는 1908년에 시작되었고, 1910년 12월 20일에 역 개보수 공사가 완공되었다. 당시 승강장 높이는 76 cm였고 선하역사 형태로 대합실이 건설되었다. 이 시기에 건설된 역사 형태는 현재까지 이어지고 있다. 역 출구는 남쪽의 코펜하게너 슈트라세 방면으로 이어졌고, 빌헬름스루 및 라이니켄도르프 방면으로 연결된다.
1924년부터 1960년까지 라이니켄도르프-빌헬름스루간 베를린 노면전차 노선의 승강장이 설치되어 있었다.
1925년 6월 5일에는 게준트브루넨-비르켄베르더간 근교선이 직류 전철화되었고 이후 S반 명칭이 도입되었다. 1912년/1913년 연간 역 이용객은 118만 명이었으나 1929년에는 168만 명으로 증가했다. 1937년 10월 3일부터 현재의 역명인 빌헬름스루역으로 개칭되었다. 당시 빌헬름스루는 라이니켄도르프구 소속이었으며, 1938년 팡코구와 라이니켄도르프구의 영토 교환으로 소속이 변경되었다.

### 1945년 이후
제2차 세계 대전으로 인한 소련의 전쟁배상으로 북부선의 장거리 열차선 복선 선로 한 쪽이 징발되었고, S반선은 이 역부터 보르크스도르프역까지의 복선 선로 한 쪽이 징발되었다. 1945년 6월 6일부터 11일까지 S반 운행이 기관차 견인 열차 2편성을 사용하여 복구되었고 8월 18일부터는 전동차 운행이 재개되었다. 재개 당시에는 헤름스도르프역까지 1시간 배차 간격으로 운행했다. 1945년 11월 19일부터 빌헬름스루역까지의 S반 운행이 복선으로 복구되었고, 북부 구간에는 교행역이 부족하여 30분 간격으로 운행했다. 1946년 5월 9일부터 20분 배차 간격으로 운행했다.
빌헬름스루역의 장거리 및 화물열차는 베를린 분단으로 인하여 운행이 어려워졌다. 1950년 7월 1일 독일국영철도에서 니더바르님 철도의 영업권을 인수했고, 하이데크라우트선 빌헬름스루역에서 북부선 쇤홀츠역 방면으로의 연결선을 통하여 북부선 슈테틴역으로 S반 보조 열차를 운행했다. 슈테틴역이 폐지된 1952년 5월 18일부터 베를린 북부선의 일반 열차 운행이 중단되었고, 하이데크라우트선 열차는 빌헬름스루역에 종착했다. 1950년 9월부터는 이 역 북쪽에 있었던 헤름스도르프 화물역으로 오라니엔부르크발 열차가 진입하지 않고 쇤홀츠발 열차만 진입했다. 장거리 열차가 폐지되면서 그에 따라 S반 이용객 수가 증가했다.
"보안상"의 이유로 동베를린에 있는 공무원 및 국영 기업 노동자들의 서방 점령지구에 있는 역에서의 하차 및 서방 점령지구를 운행하는 S반 이용이 금지되면서, 1953년에는 서베를린에 정차하지 않는 S반 운행 계통이 도입되었다. 베를린 북부선 구간에서는 왕편 오라니엔부르크발 열차가 오전에 2편성, 복편 오라니엔부르크행 열차가 저녁에 2편성 운행했다. 이러한 운행 계통은 1958년 5월 3일까지 유지되었고, 그 이후에는 베를린 외곽순환선을 경유하여 리히텐베르크역 및 동역으로 운행하는 기관차 견인 열차로 대체되었다. 해당 노선의 전철화는 1961년 11월 9일에 완공되었다.
1948년부터 평일 일반 시간대 배차 간격은 20분으로 단축되었으며, 1950년대 중반에는 수요 대응을 위해서 출퇴근 시간대에 쇤홀츠역에 종착했던 추가 열차를 헤름스도르프까지 연장하여 10분으로 배차 간격 단축을 시도했다. 빌헬름스루역 북부 선로는 단선이었기 때문에 운행 시간을 단축시켜야 했다. 당시 베를린 S반의 허용된 영업최고속도는 60 km/h였지만 쇤홀츠역까지는 70 km/h, 빌헬름스루-바이트만스루스트 구간은 80 km/h로 증속되었다. 그러나 속도 증가로 인한 전력 공급 문제로 인하여 운행 시작 4일 후인 1955년 5월 26일에 운행을 중단했다. 운행 중단 이후 일부 구간 복선화가 계획되었으나 실현되지는 않았다. 1955년 4월에는 오라니엔부르크발 열차선이 비르켄베르더 일대에서 단절되었고 베를린 외곽순환선과 대신 접속되었다. 1961년 5월 28일 시간표부터 빌헬름스루까지 10분 배차 간격이 도입되었다.
1960년에는 이 역을 지나는 노면전차 노선이 폐선되었다.

### 베를린 장벽 건설 이후
베를린 장벽 건설 이후에는 프로나우행 S반 열차가 20분 간격으로 운행했다. S반역이 동서베를린 경계에 있었고 역명의 기원이 된 빌헬름스루는 동베를린에 속했기 때문에 승객 수가 감소했다. 서베를린 측에서는 이 역 일대가 개발되지 않았고, 주거지는 역 남쪽으로 1 km 떨어진 곳에서 시작되었고, 거기에서는 알트라이니켄도르프역(당시 라이니켄도르프역)이 있었기 때문에 이용객을 유치하기 어려웠다.
1960년대 말 서베를린의 메르키셰스 피어텔 신도시 개발 과정에서 철도 노선이 변경되었다. 쇼르프하이데슈트라세(Schorfheidestraße) 위를 지나는 교량 건설 과정에서 철도교가 복복선화되었으나 상부 구조물은 복선으로만 건설되었다. 쇤홀츠-헤름스도르프 구간을 운행했던 화물 열차도 S반 선로로 운행하게 변경되었다. 빌헬름스루역에 남아 있었던 장거리선은 더 이상 사용되지 않게 되었다.
1980년 서베를린 S반 파업 당시 1980년 9월 17일부터 28일까지 열차 운행이 중단되었다. 1984년 1월 9일 서베를린 BVG로의 서베를린 S반 영업권 양도 이후 프로나우 방면 노선의 영업이 중단되었다. 당시 베를린 내각에서는 프로나우 방면 운행을 차후에 재개할 예정이었으나, 주민 항의로 인하여 1984년 10월 1일에 운행을 재개했다. 빌헬름스루역 북쪽의 선로는 단선이 유지되었고, 1986년에 복선화되었다. 역 구내 선로는 복선화되어 있었기 때문에 역 자체에는 변화가 가해지지 않았다. 1986년 8월 18일부터 비테나우역까지 10분 간격, 그 해 말부터는 프로나우역까지 10분 간격으로 운행했다.

### 재통일 이후
1990년 4월 7일 코펜하게너 슈트라세 국경 검문소가 개통했으나, 철도역 접근은 서베를린 쪽에서만 가능했다. 1992년 5월 31일 과거 서베를린과 동독의 경계였던 프로나우-호엔 노이엔도르프 구간이 다시 연결되었다. 1995년 5월 말에는 바이트만스루스트역에 종착하는 추가 운행 계통이 도입되었다. 2000년부터 2001년까지 역 개보수공사가 진행되었고, 2001년부터 북부 출입구가 재개통되었다.
S반 역사에는 엘리베이터가 설치되어 있다. 역 추가 공사는 베를린 북부선의 열차선 재개통에 달려 있으나, 현재까지 제안된 계획은 없다.

## 하이데크라우트선

### 건설 초기
하이데크라우트선의 빌헬름스루역은 1901년에 개통했고 당시의 근교선역과 같은 높이에 건설되었다. 개통 이후 역 시설 추가 확장이 진행되었다. 1905년-1906년에 북부선 노반이 제방으로 올라갔으나 하이데크라우트선은 지상 노선을 유지했다. 북부선역의 코펜하게너 슈트라세 방면 출구로 하이데크라우트선역과 연결되었다. 2선 규모 여객용 승강장 외에도 입환 및 유치선이 설치되어 있었다. 입환선은 화물 열차를 처리할 수 있었으며 북부선과 1.57 km 길이의 램프를 통해서 연결되어 있었다. 이외 역 시설로는 화물 야적장, 화물 적재 램프, 기관차고 2곳, 석탄 저장고, 급수 크레인이 있었다.
1907년 11월 14일 쇤홀츠역 방면 연결선이 개통했다. 북부선이 제방화되면서 새로운 연결선이 필요했고 당시에 있었던 쇤홀츠-라이니켄도르프 화물역 방면으로의 램프를 대체했다. 1907년에 베르크만 전기회사 공장이 들어서면서 연결선이 건설되었다.
1937년 10월 3일 베를린 빌헬름스루 (니더바르님 철도)역(Berlin-Wilhelmsruh (Niederbarnimer Eisenbahn), Berlin-Wilhelmsruh [NBE])으로 개칭되었다. 1939년 3월 21일에 하이데크라우트선역의 별도의 대합실 건물이 설치되었다.
1950년까지는 여객용 승강장이 2선, S반 노반을 따라 설치된 유치선 2선, 승강장 동쪽의 선로 6선 및 화물 적재선 1선이 있었다. 역 북쪽에 별도의 기관차고가 설치되어 있었다. 1950년 7월 1일부터 1952년 5월 18일까지는 이 역에 종착한 열차가 슈테틴역, 이후 북역까지 연장 운행했다. 북역 지상역 폐지 이후 다시 이 역에서 종착하게 되었다. 1953년 5월에는 전기 회사 공장에 별도의 화물역이 개업했다.

### 철거와 그 이후
1961년 8월 13일 베를린 장벽이 들어서면서 그 해 11월 9일에 영업을 중단했다. 북부선과 하이데크라우트선 사이로 동서베를린 경계가 지나갔고, 팡코구 쪽의 장벽 일대에 하이데크라우트선의 역이 있었기 때문에 1962년부터 빠른 철거가 진행되었다. 빌헬름스루 및 로젠탈 방면 여객 및 화물열차 운행은 중단되었으며, 쇤홀츠역 방면 연결선도 철거되었다. 1962년 3월 24일에는 동독 독일국영철도에서 서베를린에 있었던 니더바르님 철도(당시 사무소 Fontanestraße 31)에 대합실 철거가 완료되었고 기관차고 철거가 진행 중임을 통보했다. 1962년 7월 7일에 촬영된 사진에서는 승강장이 식별 가능했지만 대합실 건물은 철거되어 있었다. 또한 해당 사진은 국경선이 어떻게 설정되었는지도 보여 준다. 제방에 있었던 철도역은 팡코에 있었지만, 코펜하게너 슈트라세는 라이니켄도르프에 있었다.
철거되고 남은 역사의 잔해는 찾아보기 어려워졌다. 쇤홀츠 화물역 남쪽으로 연결되는 화물선 선로는 프랑스 점령지구 경계선에 걸쳐 있었으며 그 결과 보존될 수 있었다. 역 부지의 일부는 베를린 장벽길로 편입되었다.
니더바르님 철도에서는 2011년 8월 12일에 S반 빌헬름스루역에 하이데크라우트선 빌헬름스루역의 역사와 미래에 대한 기념패를 설치했다.

### 재건축 계획
니더바르님 철도에서는 메르키셰스 피어텔 및 빌헬름스루 방면 하이데크라우트선의 복원을 계획 중이다. 과거의 선로와는 다르게 하이데크라우트선은 북부선 제방 높이로 신설되며, 북부선과 별도의 승강장이 건설될 예정이다. 하이데크라우트선과 S반간의 환승역이 설치될 예정이다. 베를린시의 교통 계획안에 하이데크라우트선 복원이 포함되었다. 그에 따른 계획안이 2011년 초에 공개되었다. 재정 지원 및 대중 교통 노선으로의 편입은 베를린과 브란덴부르크주에서 담당할 예정이다. 2020년 12월 11일에는 새로운 지역간 철도역 착공식이 개최되었다.
베를린 북부선 장거리선 재개통 이후에는 하이데크라우트선 승강장 남쪽으로 베를린 북부선과의 접속이 계획되어 있으며, 베를린 게준트브루넨역까지 열차가 연결될 예정이다.

## 인접 정차역
베를린 버스 122번과 환승할 수 있다.
| 베를린 S반                     | 베를린 S반 | 베를린 S반           |
| ------------------------------ | ---------- | -------------------- |
| 비테나우 오라니엔부르크 방면   | S1         | 쇤홀츠 반제 방면     |
| 비테나우 바이트만슬루스트 방면 | S85        | 쇤홀츠 그뤼나우 방면 |

## 참고 문헌
- Peter Bley: Berliner Nordbahn. Berlin 2002, ISBN 3-933254-33-7.
- Jürgen Opravil: Die Heidekrautbahn. Berlin 1999 (2. Aufl.).
- Erich Preuß: Die Niederbarnimer Eisenbahn. Stuttgart 2001, ISBN 3-613-71150-8.
- Bernd Kuhlmann: Bahnknoten Berlin. Die Entwicklung des Berliner Eisenbahnnetzes seit 1838. GVE, Berlin 2000, ISBN 3-89218-003-2.